# Nacht der Entscheidung (1956)
Nacht der Entscheidung ist ein deutsches Filmdrama aus dem Jahre 1955 von Falk Harnack mit Carl Raddatz, Hilde Krahl und Albert Lieven in den Hauptrollen. Der Film ist in weiten Teilen ein inoffizielles Remake des Filmklassikers von 1932 Mensch ohne Namen.

## Handlung
Im Zweiten Weltkrieg wurde der belgische Großindustrielle René Dobersin eingezogen und kämpfte an der Ostfront auf Seiten der Deutschen. Dort geriet er in Kriegsgefangenschaft, die er unter extremen Bedingungen in Sibirien verbrachte. Zehn Jahre nach Kriegsende wird er, wie auch die letzten Deutschen, infolge der UdSSR-Reise Konrad Adenauers in sein Heimatland entlassen. Dort angekommen, wird er, von der harten Zwangsarbeit im ausgemergelt, mit der Jetztzeit fremdelnd und von niemandem mehr wieder erkannt, mit neuen Realitäten konfrontiert. Dobersin muss nämlich erfahren, dass seine Frau Claire ihn im Osten gefallen glaubte und ihn daraufhin für tot erklärte. Doch es kommt noch schlimmer: Claire Dobersin hat daraufhin neu geheiratet und heißt seit ihrer Eheschließung mit ihrem zweiten Gatten Albert heute Claire Vernon. René Dobersin sucht in seinem Betrieb Arbeit und wird aufgrund seiner starken optischen Veränderung, seitdem er in den Krieg zog, nicht mehr wiedererkannt. 
Eines Tages eröffnet er seiner (Ex-)Frau die ganze Wahrheit. Claire ist schockiert und weiß nicht, wie sie auf die total veränderte Situation reagieren soll. Ihr Mann Albert, der die Firma mit Geschick weitergeführt hat, ist nicht bereit, den Heimkehrer als Nebenbuhler um sich herum zu dulden. Denn René verlangt nicht weniger, als die Rückgabe seiner Frau und der eigenen Firma. In der titelgebenden Nacht der Entscheidung erfährt der Zuschauer, dass beide Männer Flecken auf ihrer Weste haben: René war kein guter Gatte, und Albert trat zunächst mit der Absicht in Dobersins Firma ein, um für die Konkurrenz Spionagedienste zu leisten. Nach langem Überlegen entscheidet sich Claire Dobersin dafür, bei ihrem jetzigen Gatten zu bleiben und die Vergangenheit Vergangenheit sein zu lassen. René nimmt diese Entscheidung schweren Herzens hin, weiß aber nun auch, dass er seine Zukunft neu gestalten muss. Er besteigt ein Flugzeug und fliegt in ein neues Leben.

## Produktionsnotizen
Nacht der Entscheidung entstand mit Innenaufnahmen im Filmatelier Göttingen und mit Außenaufnahmen in Belgien: Der Film passierte am 5. Dezember 1955 die FSK-Prüfung und wurde am 19. Januar 1956 im Stuttgarter EM-Theater uraufgeführt. 
Co-Produzent Hans Abich übernahm auch die Herstellungsleitung, Gottfried Wegeleben die Produktionsleitung, Walter Haag schuf die Filmbauten. Dieter Wedekind war einfacher Kameramann unter der Leitung von Friedl Behn-Grund.

## Kritik
Im Lexikon des Internationalen Films heißt es: „Interessanter Zeithintergrund für gewichtige psychologische und gesellschaftliche Probleme – leider oberflächlich und sentimental inszeniert.“